# Souplantation and Sweet Tomatoes
A Sweet Tomatoes, operando como Souplantation no sul da Califórnia, é uma cadeia de restaurantes em estilo buffet com base nos Estados Unidos. O primeiro local abriu em 1978 em San Diego, Califórnia, onde a empresa estava sediada. A empresa foi constituída como Garden Fresh Corp. em 1983. A empresa abriu o capital em 1995, mas foi tornada privada em 2004. A empresa, propriedade da Garden Fresh Restaurant Corporation, encerrou temporariamente os seus 97 locais em março de 2020, em resposta a mandatos governamentais relacionados com a pandemia de COVID-19. Em 7 de maio de 2020, o encerramento foi tornado permanente e a empresa apresentou um pedido de liquidação. No entanto, um restaurante em Tucson, Arizona, reabriu depois de uma empresa ter comprado os ativos da empresa, não se sabendo ainda se outros locais serão reabertos.

## História
A primeira loja foi aberta em 1978 em San Diego, Califórnia, onde também se encontrava a sede da empresa. A empresa foi fundada em 1983 como Garden Fresh Corp. A empresa abriu o seu capital em 1995, mas foi privatizada em 2004. Em 2005, uma filial da empresa de investimento privado Sun Capital Partners comprou a Garden Fresh e, com ela, as cadeias de restaurantes. Em outubro de 2016, a Garden Fresh Restaurant Corp, proprietária/operadora da Souplantation e da Sweet Tomatoes, declarou falência ao abrigo do Capítulo 11. Na altura, a Garden Fresh tinha uma dívida de quase US$ 175 milhões. Em janeiro de 2017, a empresa anunciou que esperava sair da falência nesse mesmo mês, depois de os ativos da empresa terem sido vendidos à empresa de investimento privado Cerberus Capital Management L.P., com sede em Nova Iorque, e aos seus parceiros. Em março de 2020, todos os restaurantes foram obrigados a encerrar temporariamente devido à pandemia de COVID-19. Em 7 de maio de 2020, a empresa anunciou que iria encerrar definitivamente todas as instalações da Souplantation e da Sweet Tomatoes, receando que as novas diretrizes federais que recomendam o fim das estações de self-service impedissem os departamentos de saúde locais de emitir licenças para restaurantes com bares de saladas e buffets. A Garden Fresh Restaurants, a empresa-mãe da Souplantation e da Sweet Tomatoes, apresentou um pedido de liquidação ao abrigo do Capítulo 7 no Tribunal de Falências dos Estados Unidos uma semana mais tarde, a 14 de maio.
Em maio de 2022, foi anunciado um restaurante Souplantation não formalmente associado à antiga empresa. O local estava programado para abrir em La Mesa, Califórnia, em meados de 2022, mas em julho foi adiado sem uma data de abertura, e houve relatos conflitantes sobre se o novo restaurante incluiria receitas de propriedade da empresa original. Relatórios posteriores indicaram que o Souplantation em La Mesa não seria reaberto e que o local seria ocupado por uma creche Golden Life ADHC.
Em março de 2023, a ST Three LLC adquiriu os direitos exclusivos e os ativos de propriedade intelectual da Souplantation / Sweet Tomatoes. Um antigo local em Tucson, Arizona, na Broadway e Wilmot Road, foi inicialmente planejado para reabrir no outono de 2023, mas acabou reabrindo em 1 de abril de 2024. A empresa escolheu esse local específico porque era o local mais popular no estado do Arizona. Atualmente, não existem planos para reabrir outras localizações em todo o país.
Em 28 de fevereiro de 2024, uma “imitação quase idêntica” da Souplantation chamada “Soup 'n Fresh” abriu num antigo local da Souplantation em Rancho Cucamonga, Califórnia.